# Asamblea Nacional de Mauricio
La Asamblea Nacional de Mauricio (en francés: Assemblée nationale de Maurice) es el órgano que ejerce el poder legislativo de la República de Mauricio. 
Se trata de una legislatura unicameral que sigue el modelo del sistema de democracia parlamentaria de Westminster. Según la Constitución de Mauricio, el Parlamento está formado por el presidente y el pleno de la Asamblea.

## Rol constitucional

### Presidente
La Asamblea Nacional se encarga de elegir al  Presidente y el vicepresidente de Mauricio, por un período de cinco años.
La Asamblea Nacional determina qué partido o alianza política forma el gobierno, y por lo tanto, el poder ejecutivo de la nación. Según la Constitución, el primer ministro es responsable y debe mantener el apoyo del parlamento. Cuando  el cargo de primer ministro queda vacante, el presidente nombra a la persona que tiene el apoyo de la Cámara, o que es más probable que cuente con el apoyo de la misma, normalmente el líder del partido más grande.
El primer ministro designa a los miembros del Gabinete de entre los miembros electos de la Asamblea, excepto el fiscal general, que no puede ser un miembro electo de la misma.

### Oposición
El partido o alianza política que obtiene la segunda mayoría conforma la Oposición Oficial y su líder es normalmente nombrado por el presidente de la República y lleva el título de Líder de la Oposición.

## Composición
Se compone de 70 miembros, de los cuales 62 son elegidos directamente por períodos de cinco años en 21circunscripciones electorales plurinominales en los 20 distritos del país, ya que Rodrigues posee dos miembros; y 8 miembros adicionales, conocidos como "mejores perdedores" que son nombrados por la Comisión de Supervisión Electoral con el objetivo de garantizar que las minorías étnicas y religiosas están representadas. 

## Lista de partidos políticos representados
El 10 de noviembre de 2024 se eligió a los miembros de la Asamblea y se nombró un nuevo gobierno de coalición con Sir Navinchandra Ramgoolam en el cargo de primer ministro. 
Los siguientes partidos políticos están representados en la asamblea (según el número de diputados):
| Alianza                                    | Partido | Líder                  | Escaños |
| Alliance du Changement - 59 escaños        | PLM     | Navinchandra Ramgoolam | 35      |
| Alliance du Changement - 59 escaños        | MMM     | Paul Bérenger          | 18      |
| Alliance du Changement - 59 escaños        | NP      | Khushal Lobine         | 3       |
| Alliance du Changement - 59 escaños        | ReA     | Ashok Subron           | 3       |
| Partes sin alianza actualmente - 7 escaños | OPR     | Francisco François     | 2       |
| Partes sin alianza actualmente - 7 escaños | AL      |                        | 2       |
| Partes sin alianza actualmente - 7 escaños | MSM     | Pravind Jugnauth       | 1       |
| Partes sin alianza actualmente - 7 escaños | PMSD    | Xavier-Luc Duval       | 1       |
| Independiente                              |         |                        | 1       |
| Total                                      | Total   | Total                  | 66      |